# Lise Pichette
Lise Pichette, née le 26 août 1952 à Rouyn-Noranda et morte dans la même ville le 26 octobre 2014, a été, tour à tour, comédienne, artiste interprète, cofondatrice du Cabaret de la dernière chance, de la troupe de théâtre Les Zybrides et directrice artistique du Petit Théâtre du Vieux Noranda.

## Biographie
Lise Pichette passe son enfance et son adolescence à Rouyn-Noranda et dès 1971, on la retrouve avec d'autres jeunes recrues en théâtre au Centre dramatique de Rouyn  animé principalement par Jo Godefroid et Jean-Guy Côté, professeurs au Collège de Rouyn. En 1972, la troupe de théâtre présente la pièce de Michel Tremblay, À toi, pour toujours, ta Marie-Lou au Festival du théâtre étudiant du Québec à Lac-Mégantic,.
En 1977, Un reel ben beau, ben triste de Jeanne-Mance Delisle avait été créé une première fois en lecture en novembre par le Conservatoire en art dramatique (Cead) au Café-théâtre le Hobbit à Québec. En mai 1978, le Théâtre de Coppe et ses comédiens montent pour la première fois la pièce pour la scène à Rouyn.
Elle sera reprise en 1979 par le Théâtre du Bois de Coulonges et aussi par le Théâtre du Nouveau Monde à Montréal en novembre 1981. Pour les comédiens qui ont créé la pièce en Abitibi, il fut difficile d'accepter que la pièce montée par eux soit jouée à Québec et Montréal par d'autres comédiens. La reconnaissance des comédiens des régions par les professionnels de théâtre des grands centres n'est pas encore acquise. Cette expérience marquera la comédienne, l'auteure et le milieu du théâtre régional. Quoi qu'il en soit, c'est tout de même à cette occasion que Lise Pichette développa un intérêt pour la pratique théâtrale. Elle a par la suite toujours revendiqué le droit de vivre de son art en région.
En 1980, elle effectue un stage d'un an en interprétation à l'École nationale de théâtre à Montréal et revient en Abitibi-Témiscamingue pour travailler avec le Théâtre de Coppe. Inspirée par la démarche du Grand Cirque Ordinaire, elle se lance dans la création collective autour de gens du théâtre et de la musique.

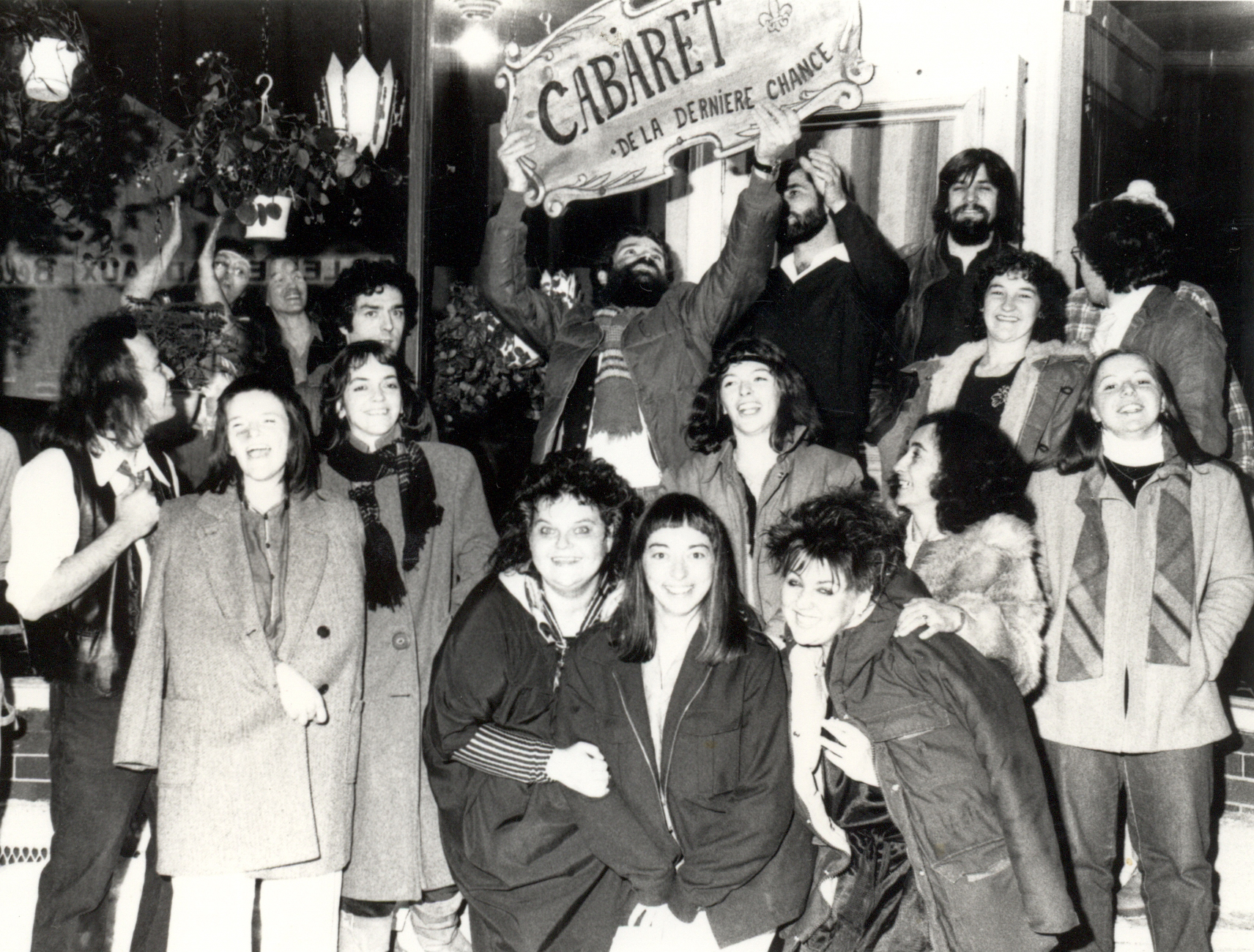
Inauguration du Cabaret. Au premier rang, 5 des comédiennes des Zybrides: Barbara Poirier, Nicole Perron, Rachel Lortie, Lise Pichette, Alice Pomerleau

En 1982, elle s’investit avec plusieurs personnes dans l'ouverture de la salle de spectacle le Cabaret de la dernière chance dans le quartier du Vieux-Noranda.

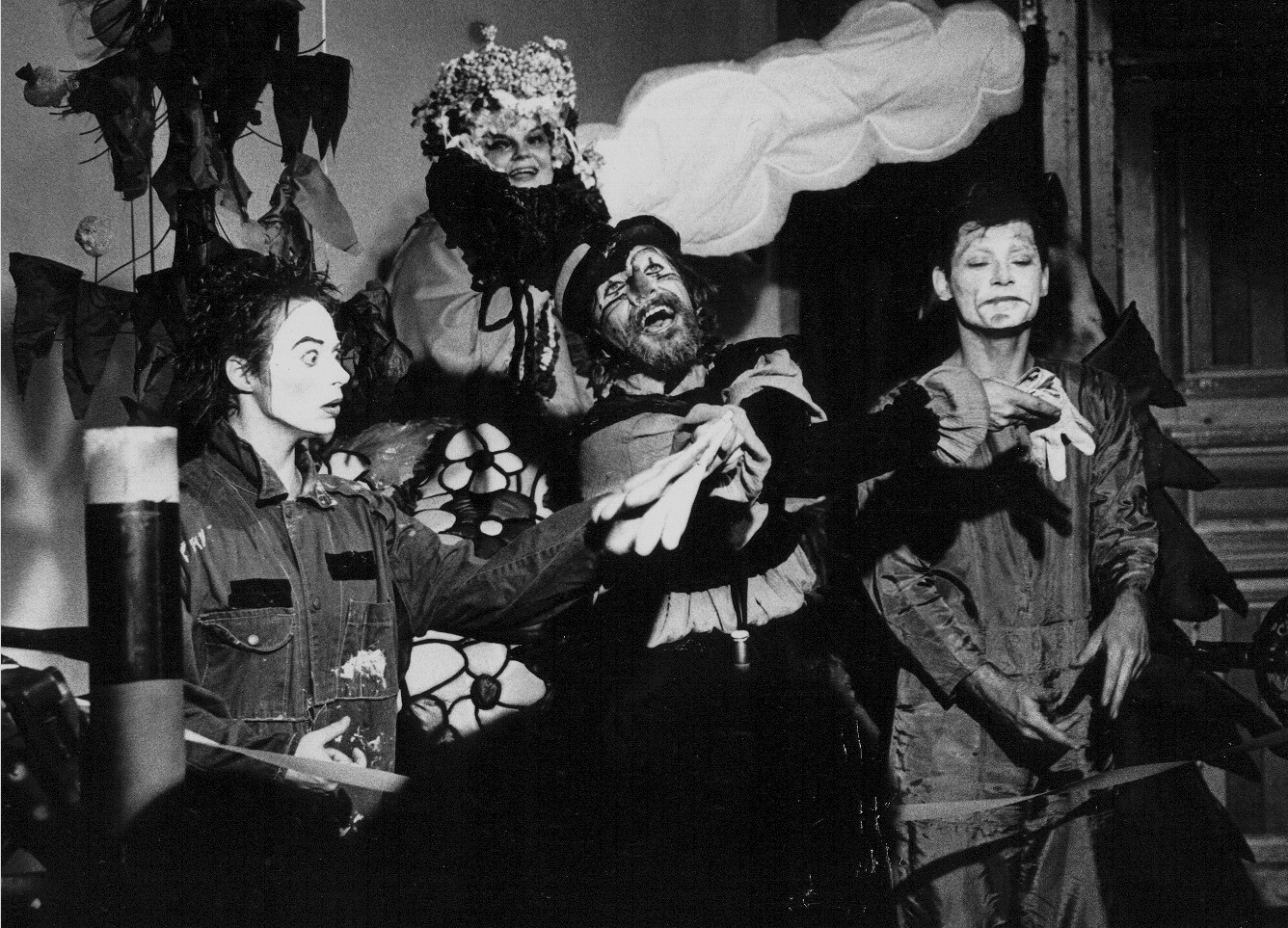
Théâtre de Coppe, au Cabaret, 1983. La grande cadence: Lise Pichette, Rachel Lortie, Bertrand Gagnon et un autre comédien.

En 1982, le Théâtre de Coppe livrera différentes productions dont le spectacle musical Dernier Cri qui sera présenté en région et aussi au Cargo à Montréal. Malheureusement, des problèmes techniques perturbèrent la présentation à Montréal et l’accueil médiatique fut mitigé.
Malgré ces tentatives de productions originales, le Théâtre de Coppe revient toujours vers les textes de Jeanne-Mance Delisle et notamment en 1986 avec Un oiseau vivant dans la gueule présenté au Théâtre du Cuivre à Rouyn-Noranda et ensuite en tournée régionale au printemps 1987. La même année, cette production fut également jouée dans le cadre du Festival de Théâtre des Amériques.
Il s'ensuit jusqu'en 1987 une multitude de projets et de préoccupations : gestion du Cabaret de la Dernière Chance, implication dans la programmation de la radio communautaire CIRC-MF, production de dizaines de spectacles, mise sur pied du réseau de diffusion régional Circuit, organisation de tournées de spectacles en  Abitibi-Témiscamingue et création des Productions Parallèle 48.

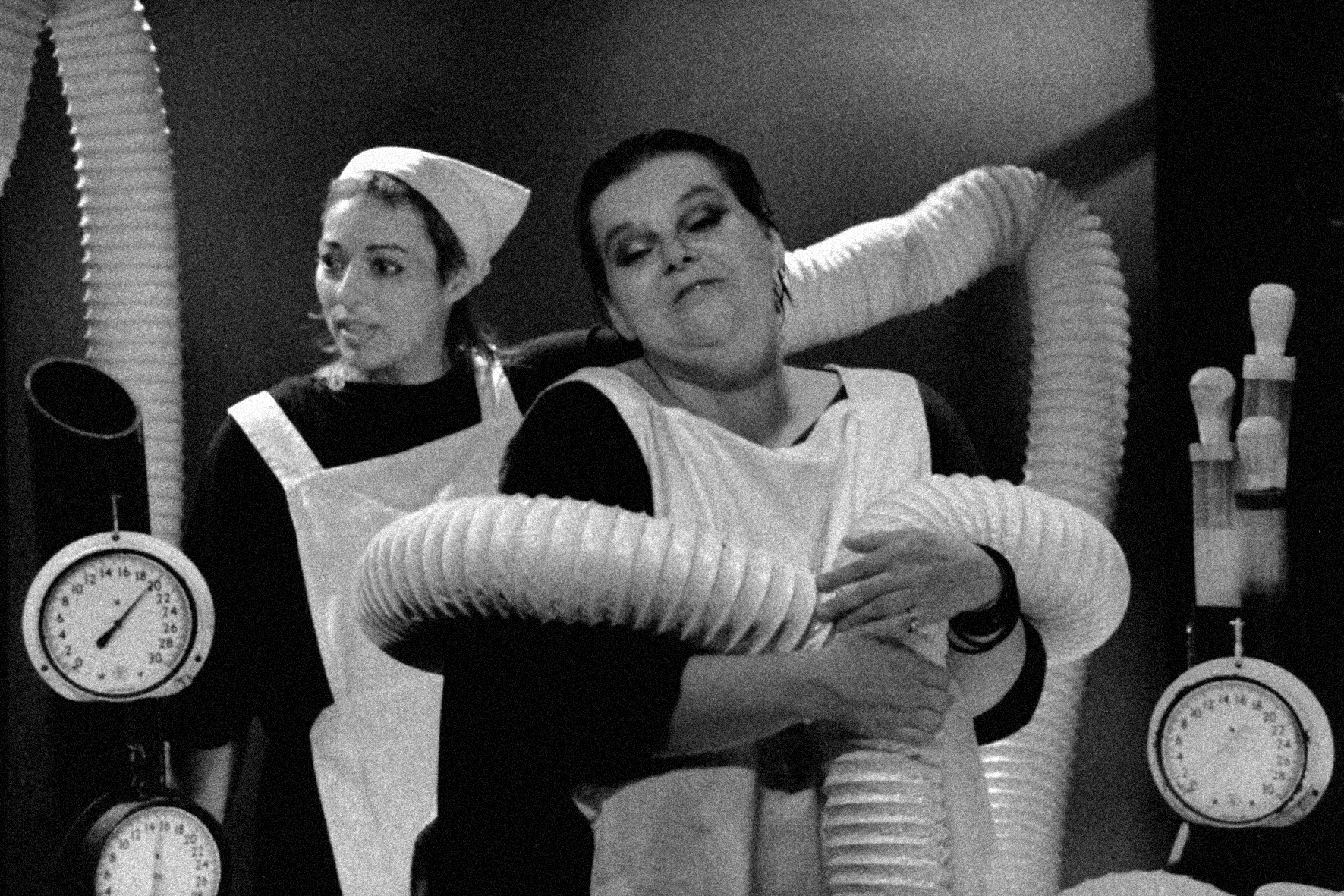
Lise Pichette et Rachel Lortie dans les Zombres de la zone Z au Cabaret de la dernière chance, 1988

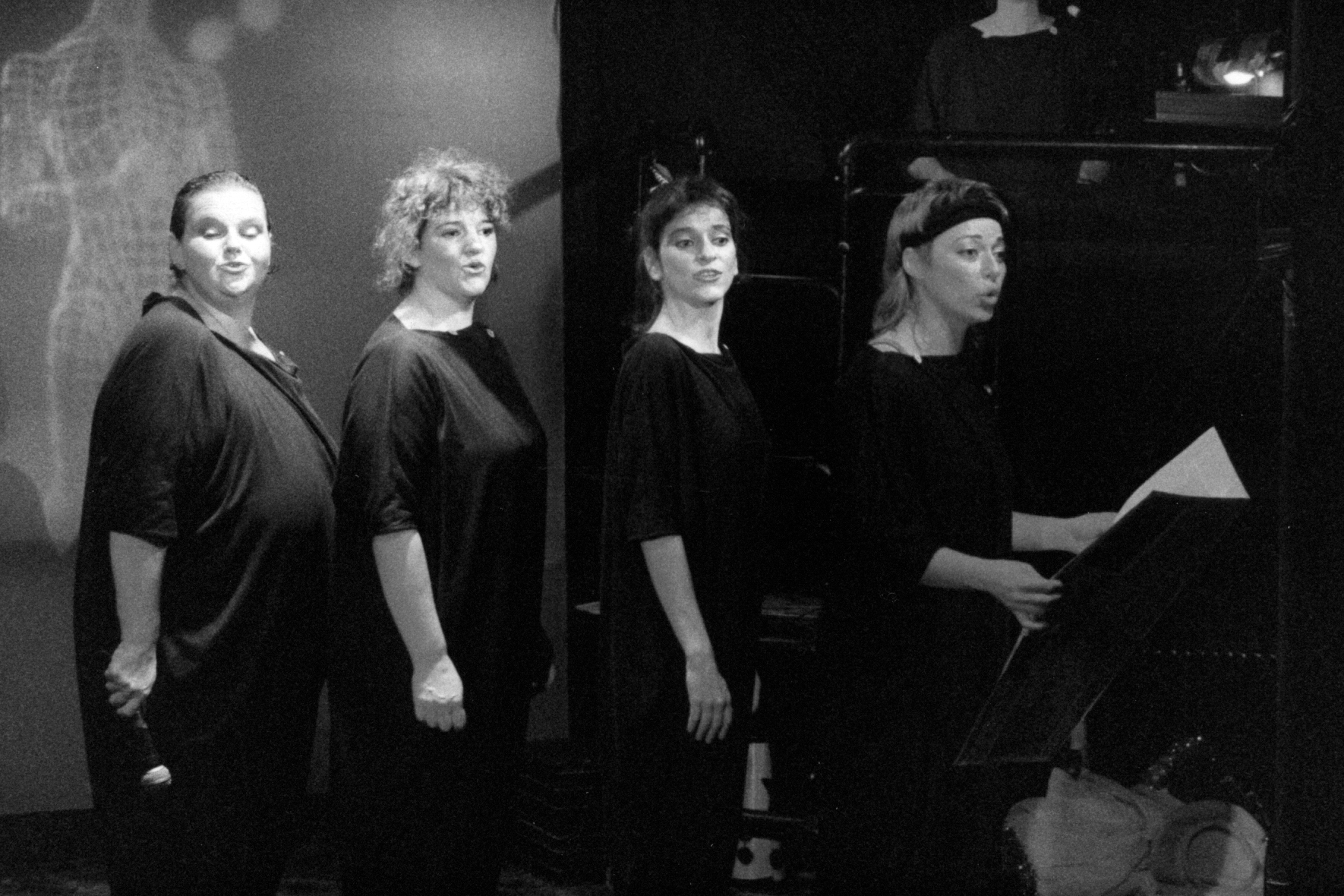
Les Zombres de la zone Z: Rachel Lortie, Barbara Poirier, Anne-Marie Perron, Lise Pichette

À la suite de cette pause de la comédienne comme gestionnaire, le goût de la création théâtrale revient et cinq comédiennes fondent la troupe de théâtre Les Zybrides le 7 avril 1988. Barbara Poirier, Lise Pichette et Rachel Lortie, trois anciennes du Théâtre de Coppe et Anne-Marie Perron et Nicole Perron des Productions Parallèle 48.
En 1989, la troupe Les Zybrides, forte d'une aide financière se lance dans une nouvelle formule de théâtre en région : le Théâtre forum. Les Zybrides découvre alors une façon originale et directe de rejoindre les spectateurs et de faire passer des messages tout en rencontrant le public. Cette forme de théâtre demandant une longue expérience de la scène, Lise Pichette des Zybrides propose alors au Duo Lortie-Pomerleau un collectif tripartite.
Elle sera tour à tour, comédienne, gestionnaire, partenaire d'affaire, metteure en scène, scénariste, auteure ou éclairagiste selon les moments et les besoins des projets.
Elle reste à l'affut de textes originaux à adapter pour les productions des Zybrides. En 2006, elle approche la romancière abitibienne Jocelyne Saucier pour l'adaptation de Bascule, un conte philosophique qui s’adresse à un jeune public. Cette aventure amènera la compagnie théâtrale sur un nouvel élan jusqu'en 2010 avec trois productions différentes de Bascule.  
En 2008, elle obtient les droits de Le Premier amour de Marcel Pagnol et présente en première nord-américaine l’adaptation théâtrale de ce roman à Saint-Joseph de Cléricy avec la participation de nombreux comédiens et d'artisans bénévoles de ce quartier de Rouyn-Noranda .
En 2013, à partir de la correspondance amoureuse de deux pionniers de la région dans les années 1930, elle retrace l'histoire de ce couple dans la pièce Juliette et Victorin,.
Durant toute sa carrière, elle défendra le développement de la culture en région, principalement par la production théâtrale et la mise en valeur de talents locaux. Axé sur la création, son théâtre est marqué par une thématique sociale forte et un enracinement dans sa région. Ceci explique son intérêt pour le Théâtre forum qu'elle a pratiqué en parallèle de ses projets de création.

## Théâtre (sélection)
- 1972 : À toi pour toujours ma Marie-Lou, texte de Michel Tremblay, Centre dramatique de Rouyn, rôle: Manon.
- 1979 : Un reel ben beau ben triste, Théâtre de Coppe, présentée en tournée régionale en Abitibi.
- 1982 : Dernier cri, Théâtre de Coppe, présentée au bar Le Casino à Rouyn-Noranda et au Cargo à Montréal[11],[12].
- 1983 : La grande cadence, Théâtre de Coppe, présentée au Cabaret de la dernière chance, Rouyn-Noranda.
- 1986 : Un oiseau vivant dans la gueule texte de Jeanne-Mance Delisle, Théâtre de Coppe.
- 1988 : Les Zombres de la Zone Z, création collective de la troupe Les Zybrides présentée en théâtre d'été au Cabaret de la dernière chance, Rouyn-Noranda[19].
- 1990 : Abitibi Boom, Théâtre Les Zybrides, présentée au Cabaret de la dernière chance, Rouyn-Noranda.
- 1991: Singapour Sling, texte de Jeanne-Mance Delisle, Théâtre Les Zybrides, présentée au Cabaret de la dernière chance, Rouyn-Noranda.
- 1993 : Les beaux dimanches, texte de Marcel Dubé, mise en scène de Lise Pichette, Théâtre de La Poudrerie, présentée à la SUM au Cégep de l'Abitibi-Témiscamingue[20],[21].
- 1994 : Albert N., ni homme ni femme, de Georges Moore, coproduction de La Poudrerie et Les Zybrides, présentée en tournée régionale en Abitibi-Témiscamingue, rôle: Albert Nobs[22].
- 1994: La gloire des filles à Magloire, texte d’André Ricard, mise en scène Alice Pomerleau, Théâtre Les Zybrides, présentée au Cabaret de la dernière chance, Rouyn-Noranda, Rôle: Paula.
- 1996 : Où sont passés les vrais dimanches ?, texte d'Alice Pomerleau, production du théâtre Les Zybrides, présentée en tournée régionale en Abitibi-Témiscamingue[23].
- 2001: Le souper du Roi, la grande réforme, texte de Jeanne-Mance Delisle, Théâtre Les Zybrides, présentée au Petit Théâtre du Vieux Noranda.
- 2002: Le souper du Roi, Habacuc roi d'un jour ou La Révolte, texte de Jeanne-Mance Delisle, Théâtre Les Zybrides, rôles: la Nounou et Mariemarabout[24].
- 2007 : Bascule, texte de Jocelyne Saucier adapté par Anne Théberge, mise en scène de Lise Pichette, théâtre Les Zybrides, présentée au Petit Théâtre du Vieux Noranda[25].
- 2008 : Le premier amour, texte de Marcel Pagnol adaptation et mise en scène de Lise Pichette, Comité des loisirs de Cléricy[16].
- 2009 : Bascule, sur la route de l’Ouest, texte de Jocelyne Saucier adapté par Anne Théberge, mise en scène de Lise Pichette, théâtre Les Zybrides, présentée au Petit Théâtre du Vieux Noranda.
- 2010 : Bascule, sur la route  des Grunambules, texte de Jocelyne Saucier adapté par Anne Théberge, mise en scène de Lise Pichette, théâtre Les Zybrides, présentée au Petit Théâtre du Vieux Noranda.
- 2012 : La cantate nordique, lecture de textes lors du concert gala célébrant les 25 ans de l'Orchestre symphonique régional[26].
- 2013 : Juliette et Victorin, idée originale et direction artistique, Théâtre Les Zybrides, présentée au Petit Théâtre du Vieux Noranda[27].

## Cinéma
- 1979 : L'Hiver bleu, réalisation André Blanchard, rôle : Lise

## Prix et récompenses
- 2003 : Prix Reconnaissance Desjardins en tant qu’artiste professionnelle de l’Abitibi-Témiscamingue par le Conseil de la culture de l'Abitibi-Témiscamingue[28].